# Adoracja Madonny z Dzieciątkiem przez świętego Hiacynta
Adoracja Madonny z Dzieciątkiem przez świętego Hiacynta – obraz hiszpańskiego malarza pochodzenia greckiego Dominikosa Theotokopulosa, znanego jako El Greco. Obraz znajduje się w Memorial Art Gallery w Rochester (stan Nowy Jork).
Obraz przedstawia objawienie Matki Bożej św. Hiacyntowi, polskiemu dominikaninowi. Według legendy św. Hiacynt odprawiał mszę, kiedy na miasto Kijów napadli Tatarzy. Ludność w popłochu uciekała z kościoła. Hiacynt również chciał schronić się przed najeźdźcami, lecz ukazała mu się Madonna, prosząc by zabrał ze sobą jej figurkę. Święty wrócił do świątyni, zabrał rzeźbę, która w cudowny sposób stała się lekka i zawiózł ją do Krakowa.

## Opis obrazu
El Greco zastosował ograniczoną paletę barwną, nadając scenie depresyjny nastrój, a postaci pokorną postawę. Na tym ciemnym i bardzo mistycznym obrazie św. Hiacynt ukazany jest w białym habicie i w czarnym płaszczu zawiniętym wokół szyi i ramion. Postać znajduje się w dużej sali, słabo oświetlonej, bez okien, co może sugerować, iż scena rozgrywa się w nocy lub wcześnie nad ranem. Święty stoi wyprostowany, lewą ręką wskazuje w stronę widza, prawą przyciska do piersi, a palce ułożone są w charakterystyczny sposób, podobnie jak u większości modeli El Greca. Hiacynt spogląda ku górze, gdzie objawiła mu się Madonna. Z układu rąk można wnioskować, iż prowadzi on dialog. Być może tłumaczy, że nie jest godzien zrobić tego, o co go proszono. Za plecami świętego widoczny jest masywny filar i posadzka. W tle, na lewo od kolumny, widoczna jest mroczna rzeźba przedstawiająca prawdopodobnie biskupa, kapłana lub innego dostojnika kościelnego.
W prawym górnym rogu, na dużej ciemnej chmurze, siedzi Madonna. Ubrana jest w czerwoną suknię zakrywającą nogi. Na ramiona ma zarzucony niebieski płaszcz z kapturem zakrywającym jej głowę. Na kolanach trzyma nagie, złotowłose Dzieciątko. Dziecko wydaje się wspinać po rękach Matki, która prawą ręką przytrzymuje jego stópkę.

## Inne wersje
Znane są dwie wersje Adoracji Madonny z Dzieciątkiem przez świętego Hiacynta. Wersja z Memorial Art Gallery jest prawdopodobnie kopią większej (158,4 × 98,7 cm), znajdującej się w Barnes Foundation w Merion (Pensylwania). Obie wersje datowane są przez José Gudiola na lata 1608–1614. Harold Wethey umieszcza powstanie obu dzieł w przedziale lat 1605–1610.